# Rachicowate
Rachicowate, kobiowate (Rachycentridae) – rodzina ryb okoniokształtnych.

## Występowanie
Tropikalne wody Oceanu Atlantyckiego

## Klasyfikacja
Do rodziny zaliczany jest rodzaj:
Rachycentron